# Néofisherisme
Le néofisherisme est une théorie économique selon laquelle une hausse des taux d'intérêt permet une augmentation de l'inflation. Fondée sur une réinterprétation de l'équation de Fisher, le néofisherisme inverse la relation généralement acceptée comme vraie entre taux d'intérêt et inflation.

## Concept
La thèse mainstream en économie monétaire est qu'une hausse des taux d'intérêt fait chuter l'activité économique en rendant les investissements plus coûteux et moins rentables, et qu'une politique de taux d'intérêt bas est nécessaire en période de crise économique afin de faire redémarrer l'activité économique et donc l'inflation.
Les tenants du néofisherisme s'opposent à cette thèse. Ils fondent leur argument sur l'équation de Fisher, selon laquelle le taux d'intérêt nominal est égal au taux d'intérêt réel additionné à l'anticipation de l'inflation (qui, sur le long terme, est égale à l'inflation effective). Les néofisheristes déduisent qu'une hausse du taux d'intérêt nominal permet une hausse de l'inflation.
De manière formelle, si le taux d'intérêt nominal = inflation anticipée + taux d'intérêt réel, et que le taux d'intérêt réel est déterminé à long terme par les caractéristiques du système économique, alors, pour respecter l'égalité, l'inflation et le taux d'intérêt nominal varieraient dans le même sens.

## Canaux de transmission

### Renchérissement de la production
Les taux d'intérêt élevés renchérissent la production et l'investissement, ce qui cause une augmentation des prix.  

### Chute de la masse monétaire en circulation
Lorsque les taux d'intérêt baissent, les banques perdent des clients (qui préfèrent thésauriser leur argent) ; moins de monnaie est investie dans l'économie, empêchant sa stimulation, et causant une baisse de l'inflation.  

## Analyses empiriques
Le néofisherisme est défendu par plusieurs économistes, tels que Stephen Williamson, Jim Bullard et John Cochrane (en). Ils montrent que si, à court terme, une réduction permanente du taux d'intérêt nominal fait baisser le taux d'intérêt réel et fait augmenter l'inflation, sur le long terme, le taux d'intérêt réel revient à sa valeur normale et l'inflation est réduite ; l'inverse est vrai dans le cas d'une augmentation du taux d'intérêt. 
Une étude de la Réserve fédérale des États-Unis montre qu'il existe, empiriquement, une corrélation positive entre taux d'intérêt et inflation. L'étude ne prouve toutefois pas de causalité.
Une étude réalisée en 2021 par Peter V. Bias et Joshua D. Hall sur des données des États-Unis montrent qu'entre 1929 et 2008, le lien de causalité néofisherien n'est pas démontré : c'est l'inflation qui faisait augmenter le taux d'intérêt, et non l'inverse. En revanche, entre 2008 et 2015, lorsque les taux d'intérêt étaient proches du taux plancher zéro, l'étude trouve « quelques preuves empiriques, mais limitées, d'une relation néofishérienne ». La relation se serait à nouveau inversée pour redevenir classique depuis 2016.